# لي إيفانز (ممثل)
لي جون مارتن إيفانز (بالإنجليزية: Lee John Martin Evans)‏  (ولد 25 فيفري 1964) هو كوميدي، موسيقي أمريكي وكاتب من إنجلترا، أفونموث كان مساعد لإحدى المخرجين وأصبح مكانه بعد وفاته.
من أشهر أعماله صائدا الفأر (فيلم).

## حياته
- ولد إيفانز في أفونموث، برستول ومن عائلته:شيرلي هانت أمه ودايف إيفانز (بالإنجليزية: Dave Evans)‏ والده وواين أخوه الأكبر.

## وصلات خارجية
لي إيفانز على موقع IMDb (الإنجليزية)
- لي إيفانز على موقع ميوزك برينز (الإنجليزية)
- لي إيفانز على موقع أول موفي (الإنجليزية)
- لي إيفانز على موقع قاعدة بيانات الأفلام السويدية (السويدية)
- لي إيفانز على موقع إن إن دي بي (الإنجليزية)
- لي إيفانز على موقع ديسكوغز (الإنجليزية)
- لي إيفانز على موقع قاعدة بيانات الفيلم (الإنجليزية)